# Muang Phiang
Muang Phiang är ett distrikt i Laos.   Det ligger i provinsen Sainyabuli, i den västra delen av landet, 160 km nordväst om huvudstaden Vientiane.